# 등자

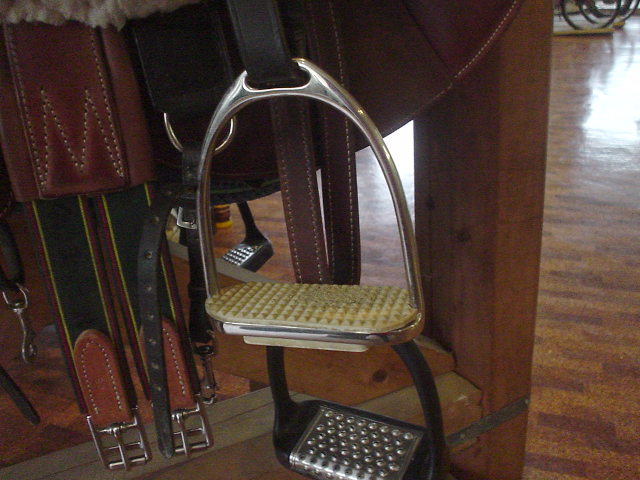
오늘날의 일반적인 등자.

등자(鐙子)는 말을 탈 때 발을 디딜 수 있도록 만든 안장에 달린 발 받침대이다.

## 역사
인류가 말을 타기 시작한 것은 기원전 4500년경 부터이지만 등자는 상대적으로 매우 늦게 발명되었다. 등자는 기원전 4세기경 북방 유목민족들이 처음 개발했다고 전해지는데, 랴오닝성의 모용 선비 유적에서 다량의 첩갑과 등자가 출토되어 이곳이 등자의 기원지로 주목 받고 있다. 중국에서는 서기 2~3세기부터 사용되었다. 그리고 유럽에는 8세기 경에야 등자가 전해졌는데, 이 등자는 중세 유럽에서 기사들이 활약할 수 있도록 하는 일등공신이라 할 수 있었다.

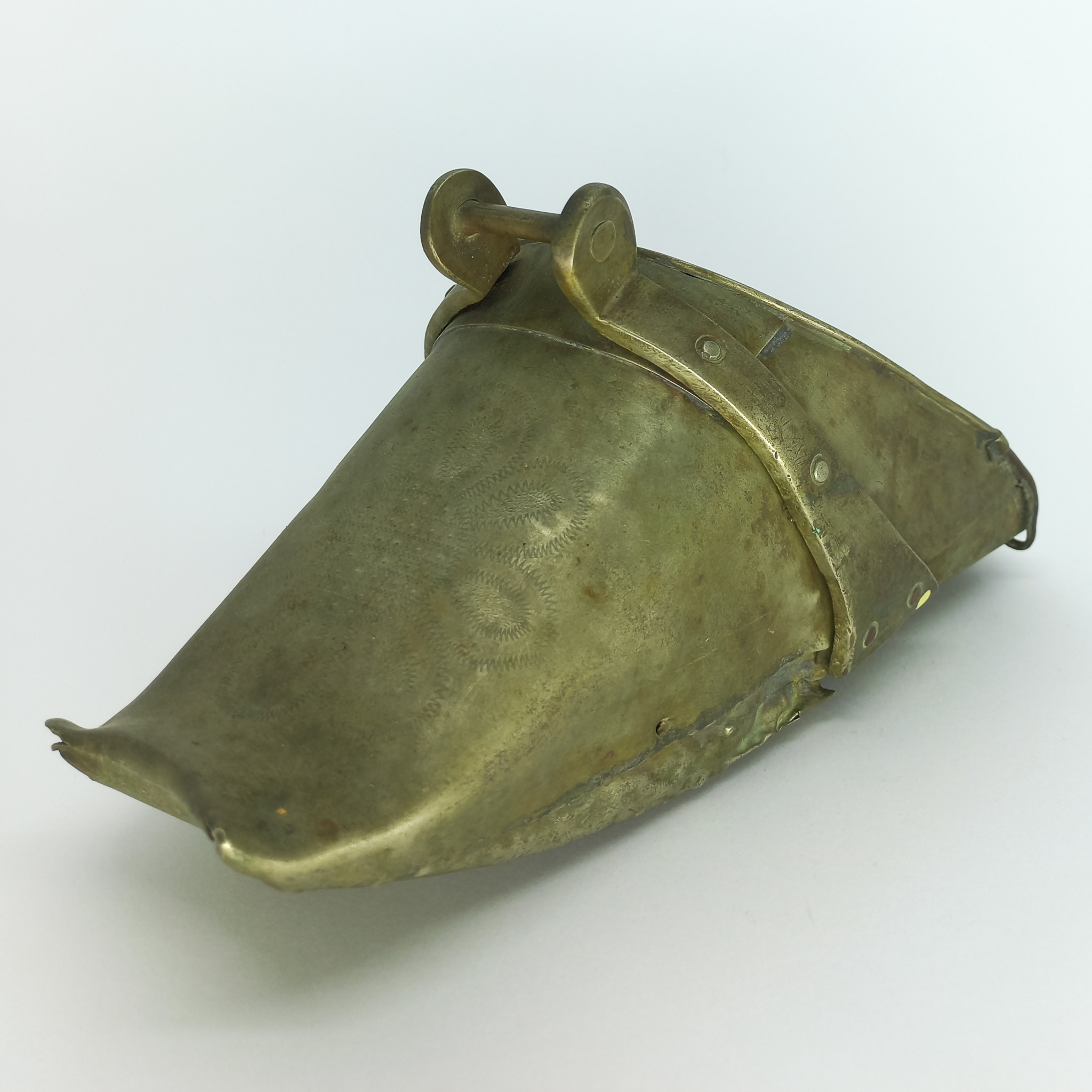

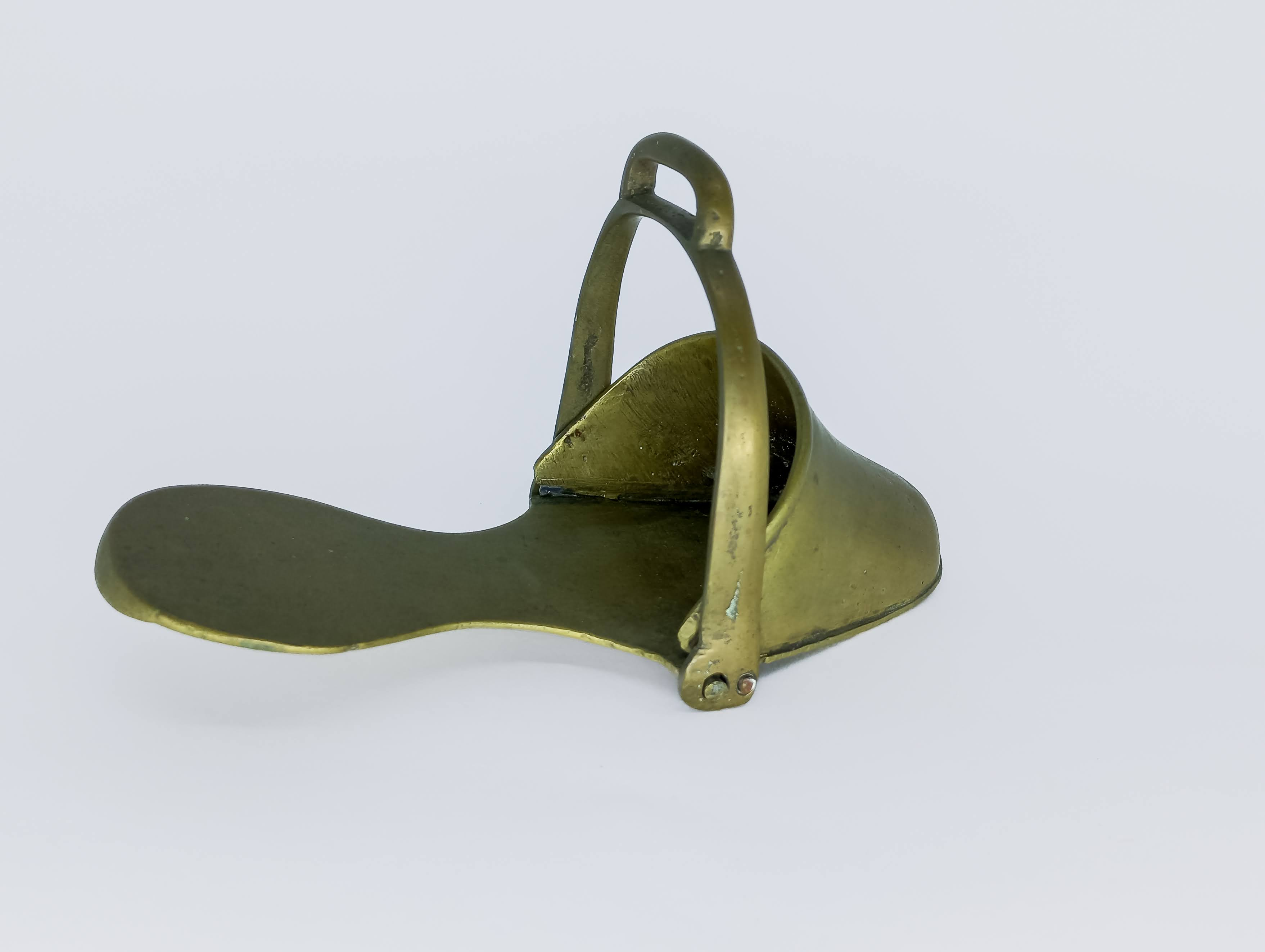

등자가 중요했던 이유는 이것이 있어야 보다 안정적인 자세로 승마를 할 수 있었기 때문이다. 등자가 없던 시절에도 사람들은 말을 탈 수 있었고, 심지어 싸울 수도 있었으며, 이에 따라 기병이 등장하기 시작했다. 그러나 말을 타고 싸우는, 즉 활을 쏘거나 칼을 휘두르는 행동을 할 때에는 손으로 말 고삐나 목을 잡아 몸을 고정시킬 수가 없으므로 등자가 없던 시대에는 별도의 장비 없이 두 다리만으로 말 허리를 조여 몸을 고정시켜야 했는데, 이는 몹시 고된 일이었던데다 어릴 적부터 훈련하지 않으면 결코 할 수 없는 일이었다. 게다가 훈련을 통해 기병이 되었다고는 해도, 적을 공격할 때 전해지는 반동을 단순히 다리 힘만으로 극복하기는 어려워 싸우는 도중 말에서 떨어지는 자가 적지 않았고, 이 때문에 고대 그리스와 로마의 기병들은 적을 창으로 찌르는 동시에 창을 놓는 방법을 취하기도 했다. 따라서 등자가 없던 고대에는 기병의 양성이 매우 어려웠고 양성된 기병도 중세 이후의 기병에 비해 그 질이 떨어졌다.

때문에 등자가 도입된 이후, 유럽에서는 기병을 적극 사용하는 전술이 크게 발달하였다. 중세 유럽은 북쪽 바이킹의 침략에 끊임없이 시달렸으나, 결과적으로 바이킹이 유럽 전역을 정복할 수 없도록 막을 수 있었던 요인에는 등자가 중심에 있었다고 할 수 있다. 특히 중세 유럽의 상징적인 존재라고 할 수 있는 기사는 무엇보다 이 등자의 덕을 톡톡히 보았다고 할 수 있다. 유럽 외에도 비잔틴 제국, 중동, 중국에서 중장기병이 발달할 수 있었던 데에도 등자가 결정적인 역할을 했다.
하이힐은 등자로 인해 개발된 신발이며 발이 등자에서 빠지지 않게 하기 위해 만들어진 신발이 하이힐이다.